# باستر كوبر
باستر كوبر (بالإنجليزية: Buster Cooper)‏ هو عازف جاز أمريكي، ولد في 4 أبريل 1929 في سانت بيترسبرغ في الولايات المتحدة، وتوفي بنفس المكان في 13 مايو 2016.

## وصلات خارجية
- باستر كوبر على موقع IMDb (الإنجليزية)
- باستر كوبر على موقع ميوزك برينز (الإنجليزية)
- باستر كوبر على موقع أول ميوزيك (الإنجليزية)
- باستر كوبر على موقع ديسكوغز (الإنجليزية)